# 言語差別
言語差別（げんごさべつ）とは、第一言語、訛り、語彙のサイズ（複雑で多様な言葉を使っているかどうか）、モダリティ、構文など、言語の使用や話し方の特徴に基づいて行われる不公平な扱いのことである。例えば、日本で琉球語やアイヌ語を話す人などは、日本語（特に共通語）を話す人とは異なった扱いを受ける可能性がある。人が言語使用の差異に基づいて他人の富、教育、社会的地位、性格などの特徴について自動的に判断を下すことは、差別につながる可能性がある。
言語差別は、1980年代半ばにフィンランド出身の社会言語学者 Tove Skutnabb-Kangas によって造語された言葉で、Skutnabb-Kangas & Phillipson (1989: 455) は言語差別を「言語に基づいて線引きされた集団間の（物質的・精神的）権力と資源の不平等な分配を正当化・達成・再生産するために使われるイデオロギーと構造」と定義した。
言語差別は主に社会的な現象である。ある特定の言語グループに対する言語差別が政策の形式として取られる地域もある。ただ、人種差別が社会構造でアパルトヘイトが人種差別的な政策であるのと同様に、言語差別的な政策が存在しない地域であるからといって必ずしも言語差別そのものが存在しないと見なすことはできない。